# Joaquina Eguaras Ibáñez
Joaquina Eguaras Ibáñez (Orbaiceta, España, 10 de enero de 1897 - Granada, España, 25 de abril de 1981) fue la primera profesora de la Universidad de Granada.
En su honor, una de las principales vías de la ciudad de Granada se llama avenida Joaquina Eguaras, en el Distrito Norte, que más tarde daría nombre al barrio homónimo.

## Biografía
Aunque nacida en un pueblo navarro, con tan solo dos años de edad su familia se instaló en Granada, ciudad en la que realizaría su formación y ejercería su carrera profesional. Comenzó estudiando Magisterio en 1912, que termina en 1916 con premio extraordinario y nota media de sobresaliente. Se trata de un momento de renovación pedagógica en la ciudad: uno de los hechos destacados en este campo es que en 1913 se instalaron en Granada Fernando de los Ríos y Gloria Giner, ambos vinculados a la Institución Libre de Enseñanza. Gloria Giner impartió clases de Geografía e Historia en la Escuela Normal de Maestras, donde Joaquina debió escuchar las lecciones de esta ilustre profesora.
Tras los estudios de Magisterio, inició en 1918 la carrera de Filosofía y Letras: fue la primera alumna en esta facultad, terminando sus estudios en 1922 con brillantes notas. En 1925 entró como profesora ayudante en la Facultad de Filosofía y Letras de la Universidad de Granada, convirtiéndose en la primera mujer profesora de dicha universidad. Desde 1940, fue también profesora titular de árabe y hebreo en esa misma facultad.
En 1930 realizó las oposiciones al Cuerpo de Archiveros, Bibliotecarios y Arqueólogos, siendo nombrada ese mismo año directora del Museo Arqueológico de Granada, un puesto que ocupó hasta su jubilación. Cuando comenzó la Guerra Civil estaba destinada en el mencionado Museo granadino, hecho que hizo que se elaborara un expediente de depuración sin sanción, tras el cual fue readmitida en el servicio.
Especializada en las lenguas árabe y hebrea, trabajó además como profesora en la Escuela de Estudios Árabes desde su fundación en 1932, compatibilizando también su trabajo en el museo con la docencia universitaria. También fue miembro de numerosas y prestigiosas instituciones relacionadas con la cultura y ámbito de los estudios árabes.
A su jubilación, fue nombrada directora honoraria del Museo Arqueológico de Granada y profesora adjunta honoraria de la Facultad de Filosofía y Letras, en 1967. A propuesta de Jacinto Bosch Vilá, recibió la distinción de miembro de honor de la Asociación Española de Orientalistas, el 10 de diciembre de 1980.
Murió en Granada el 25 de abril de 1981, a los 84 años.

## Contexto histórico: la mujer y la universidad
Hasta 1910 no se reconoció, en España, el derecho de las mujeres a la enseñanza oficial: la de 8 de marzo y la de 2 de septiembre, publicadas en la Gaceta de Madrid el 9 de marzo y el 4 de septiembre de 1910. Estas Reales Órdenes permitieron a las mujeres el acceso a la enseñanza oficial sin las restricciones administrativo-legales hasta entonces exigibles. El 8 de marzo de 1910 se establece mediante real orden que “se concedan, sin necesidad de consultar a la Superioridad, las inscripciones de matrícula en enseñanza oficial o no oficial solicitadas por las mujeres”. La nueva norma autoriza “por igual” el acceso de hombres y mujeres tras reconocer que las “consultas si no implican limitación de derecho, por lo menos producen dificultades y retrasos en la tramitación, cuando el sentido general de la legislación de Instrucción Pública es no hacer distinción por razón de sexo”. Además, se reconoció la validez del título universitario para ejercer la profesión en instituciones públicas dependientes del Ministerio de Instrucción Pública y Bellas Artes.

## Premios y distinciones
En 2020, fue incluida dentro del proyecto "Mujeres Investigadoras en los Archivos Estatales (1900-1970)" para la descripción archivistica y creación de un micrositio especifico en el Portal de Archivos Españoles (PARES), desarrollado entre 2020-2023. Este proyecto ha sido impulsado por la Subdirección General de Archivos Estatales, con el objetivo visibilizar la labor de investigación realizada en España por las mujeres en el intervalo 1900-1970 partiendo de los registros documentales que se conservan en los Archivos de Gestión de los AAEE del Ministerio de Cultura (el Archivo Histórico Nacional, el Archivo de la Corona de Aragón, el Archivo General de Simancas, el Archivo General de Indias, el Archivo de la Real Chancilleria de Valladolid, el Archivo General de la Administración y el Centro de Información Documental de Archivos).
- Miembro de Número de la Real Academia de Bellas Artes de Nuestra Señora de las Angustias (Granada)
- Orden de la Mehdawiyya
- Miembro Correspondiente de The Hispanic Society of America
- Orden Civil de Alfonso X el Sabio con la categoría de Encomienda.
- De la Comisión Provincial de Monumentos
- De la Junta Conservadora del Tesoro Artístico (Granada)
- Delegada de Excavaciones de la provincia de Granada
- Medalla al Mérito en las Bellas Artes, categoría de plata
- Directora Honoraria del Museo Arqueológico de Granada
- Profesora Adjunta Honoraria de la Facultad de Filosofía y Letras de la Universidad de Granada
- Miembro de Honor de la Asociación Española de Orientalistas